# Leszek dobrzyński
Leszek dobrzyński (ur. ok. 1300, zm. przed 1316) – książę dobrzyński w latach 1312–przed 1316, sprawujący władzę razem z braćmi Władysławem Garbatym i Bolesławem pod opieką matki, z dynastii Piastów.
Leszek dobrzyński był najstarszym, choć tylko domniemanym, synem księcia dobrzyńskiego Siemowita i Anastazji, córki Lwa halickiego. Jego autentyczność jest przedmiotem sporu, gdyż występuje wyłącznie w jednym źródle – w zeznaniach Jana z Kisielewa znajdujących się w aktach procesu polsko-krzyżackiego przeprowadzonego w 1339 w Warszawie. Jeśli istniał, musiał umrzeć w młodym wieku przed 1316, tzn. przed usamodzielnieniem się pozostałych książąt dobrzyńskich. 